# Anton Dostler

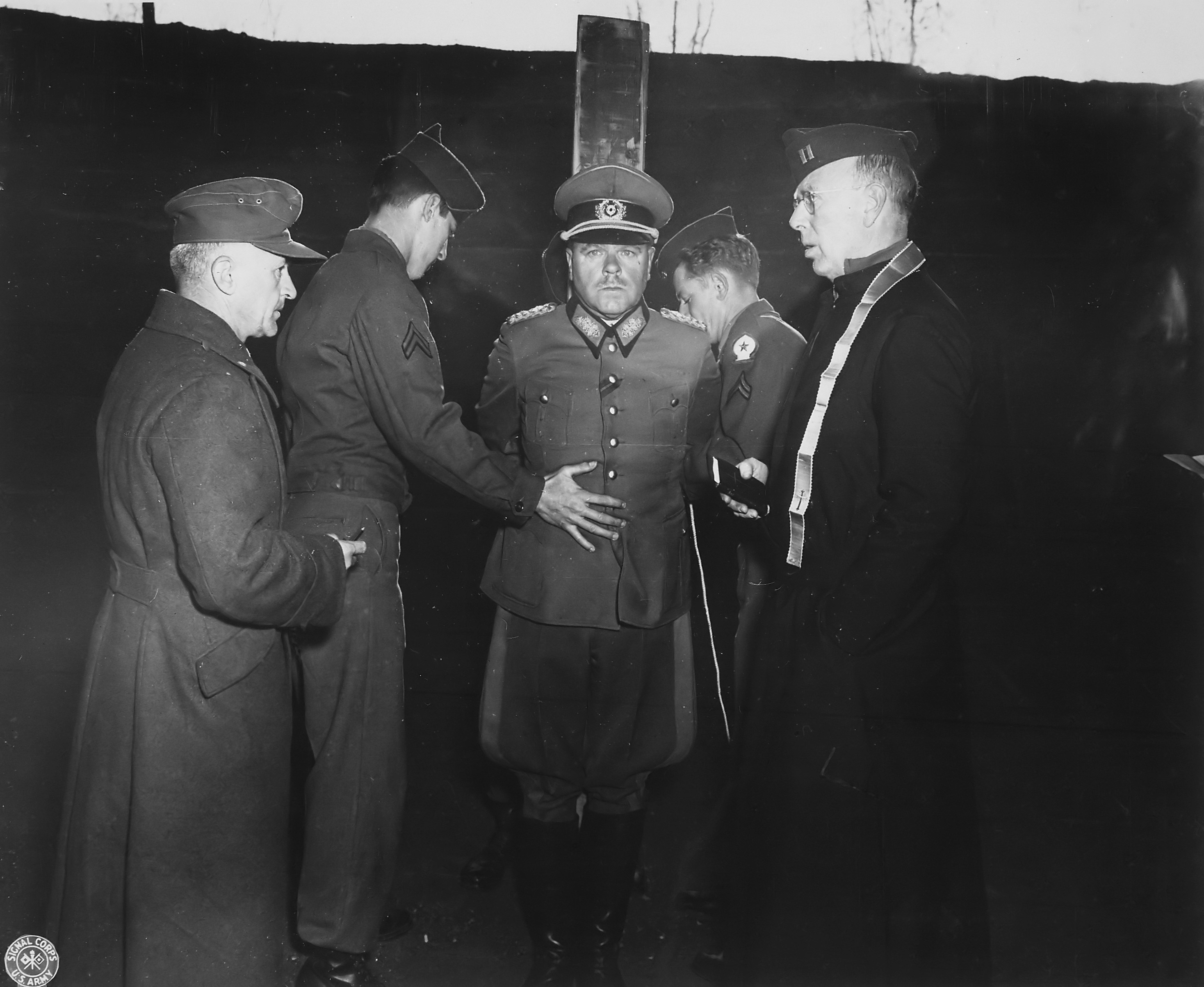
Dostler justo antes de su ejecución.

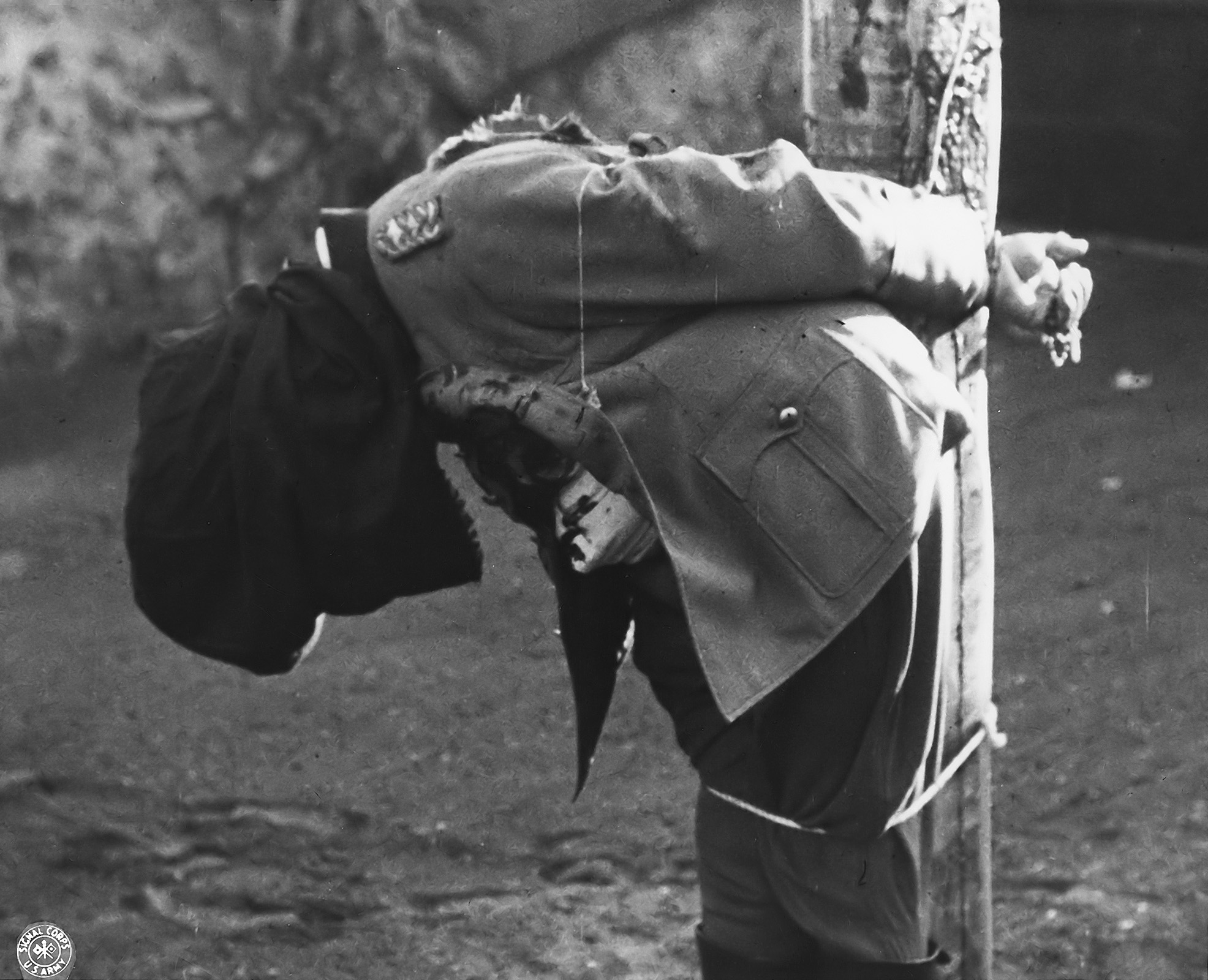
Dostler justo después de ser ejecutado.

Anton Dostler (Múnich, Imperio alemán; 10 de mayo de 1891 - Aversa, Campania, Italia; 1 de diciembre de 1945) fue un General der Infanterie alemán de la Wehrmacht durante la Segunda Guerra Mundial.
El día 22 de marzo de 1944 un comando de quince militares estadounidenses, incluyendo a dos oficiales, desembarcó en las costas italianas, en la retaguardia del frente de combate, teniendo como misión el destruir un túnel ferroviario entre las ciudades de La Spezia y Génova. Dos días más tarde, los miembros del comando fueron localizados y hechos prisioneros por soldados italianos y alemanes. Los componentes del comando estadounidense fueron encerrados en las cercanías de La Spezia, para ser interrogados. Uno de los dos oficiales estadounidenses confesó los motivos de su presencia en la retaguardia, lo que condujo a que el general Anton Dostler, comandante de la zona militar en que se hallaban, ordenase la ejecución de los quince militares estadounidenses, sentencia que se llevó a cabo el 26 de marzo de 1944.
Durante el primer proceso que organizaron los Aliados una vez concluida la guerra, Anton Dostler fue juzgado, acusado de crímenes de guerra y, tras ser encontrado culpable, fusilado por un pelotón de ejecución en cumplimiento de la condena a muerte dictada por el Tribunal.

## Carrera militar
Dostler se unió al ejército alemán en 1910 y se desempeñó como oficial subalterno durante la Primera Guerra Mundial. Desde el comienzo de la Segunda Guerra Mundial hasta 1940, se desempeñó como jefe de personal del 7.º Ejército. Posteriormente, comandó la 57.º División de Infantería (1941–42), la 163.º División de Infantería (1942) y, después de algunos paros temporales en el cuerpo, fue nombrado comandante del 75.º Cuerpo del Ejército (enero-julio de 1944) en Italia y luego comandante de la costa veneciana (septiembre-noviembre de 1944), como último destino fue reasignado a 73.º cuerpo del ejército, donde terminó la guerra.

## Ejecución de soldados estadounidenses
El 22 de marzo de 1944, quince soldados estadounidenses, Incluidos dos oficiales, desembarcaron en la costa italiana a unos 15 kilómetros al norte de La Spezia, a 400 km (250 millas) detrás de las líneas alemanas, como parte de la Operación Ginny II. Todos estaban vestidos adecuadamente con el uniforme de campo del Ejército de los Estados Unidos y no llevaban ropa de civil. Su objetivo era demoler un túnel en Framura en la importante línea ferroviaria entre La Spezia y Génova. Dos días después, el grupo fue capturado por un grupo combinado de soldados fascistas italianos y tropas del ejército alemán. Fueron llevados a La Spezia, donde fueron confinados cerca del cuartel general de la 135.ª Brigada (Fortaleza), que estaba bajo el mando del coronel alemán Almers. Su superior inmediato era el comandante del 75.º cuerpo del ejército: Dostler.
La parte estadounidense capturada fue interrogada por los oficiales de inteligencia de la Wehrmacht, y un oficial reveló la misión. La información, incluyendo que se trataba de una operación de comandos, fue enviada al Cuartel General del 75.º Cuerpo de Ejército donde Dostler era el comandante general, Al día siguiente, informó a su superior, el mariscal de campo Albert Kesselring, comandante general de todas las fuerzas alemanas en Italia, sobre los comandos estadounidenses capturados y le preguntó qué hacer con ellos. Según el ayudante de Dostler, Kesselring respondió ordenando la ejecución. Más tarde, ese mismo día, Dostler envió un telegrama a la 135.º Brigada (Fortaleza) que transmitía la orden de ejecución para los comandos capturados, de acuerdo con la orden emitida en 1942 por Adolf Hitler, que ordenó la ejecución inmediata sin juicio de todos. comandos y saboteadores enemigos que fueron tomados prisioneros por la Wehrmacht en el campo.
El coronel Almers en la 135.ª Brigada (Fortaleza) se mostró incómodo con la orden de ejecución, y se acercó a Dostler nuevamente para demorar la orden de ejecución. En respuesta, el general Dostler envió otro telegrama ordenando a Almers que llevara a cabo la ejecución según lo ordenado anteriormente. El Coronel Almers hizo los dos últimos intentos para detener la ejecución, incluidos algunos por teléfono, ya que sabía que la ejecución de prisioneros de guerra uniformados estaba violando la Convención de Ginebra de 1929 sobre Prisioneros de Guerra. Sus apelaciones no tuvieron éxito, y los 15 estadounidenses capturados fueron ejecutados en la mañana del 26 de marzo de 1944, en Punta Bianca, al sur de La Spezia, en el municipio de Ameglia. Sus cuerpos fueron enterrados en una fosa común que fue camuflada después. Alexander zu Dohna-Schlobitten, un miembro del personal de Dostler que, inconsciente de la existencia de la 'Orden de Comando' de Hitler, se había negado a firmar la orden de ejecución de los comandos estadounidenses, fue expulsado de la Wehrmacht por insubordinación.

## Juicio y ejecución
Dostler fue tomado prisionero de guerra por el ejército de los Estados Unidos, y después de que descubrió el destino del equipo de ataque de comandos, fue procesado por crímenes de guerra el 8 de mayo de 1945. Un tribunal militar se llevó a cabo en la sede del Comando supremo aliado, el Palacio Real de Caserta, el 8 de octubre de 1945. En el primer juicio de crímenes de guerra aliados, fue acusado de cumplir una orden ilegal. En su defensa, sostuvo que no había emitido la orden, sino que solo se la había transmitido al coronel Almers por mandato supremo, y que la ejecución de los hombres de OSS era una orden legal. La petición de Dostler de cumplir órdenes superiores fracasó ante el tribunal, que determinó que al ordenar la ejecución masiva había actuado por su cuenta fuera de las órdenes del Führer. La Comisión Militar también rechazó su petición de clemencia, declarando que la ejecución masiva del grupo de comando violaba el Artículo 2 de la Convención de Ginebra de 1929 sobre Prisioneros de Guerra, que prohibía los actos de represalia contra los prisioneros de guerra. En su Sentencia, la Comisión declaró que "no se puede escuchar a ningún soldado, y mucho menos a un Comandante General, decir que consideró legítimo el fusilamiento sumario de prisioneros de guerra, incluso como una represalia".
En virtud del Convenio de La Haya de 1907 sobre la guerra terrestre, era legal ejecutar espías y saboteadores disfrazados con ropas civiles o uniformes enemigos, pero no a los capturados con uniformes de su propio ejército. Debido a que los 15 soldados estadounidenses estaban vestidos adecuadamente con uniformes estadounidenses detrás de las líneas enemigas, y no disfrazados con ropas civiles o uniformes enemigos, no deberían haber sido tratados como espías sino como prisioneros de guerra, un principio que Dostler había violado al cumplir la orden de ejecución.
El juicio encontró al General Dostler culpable de crímenes de guerra, rechazando la defensa de "órdenes superiores". Fue sentenciado a muerte y ejecutado en Aversa por un pelotón de fusilamiento de doce hombres a las 8:00 horas del 1 de diciembre de 1945. La ejecución fue fotografiada en cámaras fijas y de películas en blanco y negro. Inmediatamente después de la ejecución, el cuerpo de Dostler fue levantado en una camilla, envuelto en una funda de algodón blanca y conducido en un camión del ejército. Su cuerpo fue enterrado en la tumba 93/95 de la sección H en el cementerio de guerra alemán de Pomezia.